# Sega
Sega (jap. セガ), właśc. Sega Holdings Co., Ltd. (jap. 株式会社セガホールディングス Kabushiki-gaisha Sega Hōrudingusu) – japoński producent i wydawca gier komputerowych z główną siedzibą w dzielnicy Shinagawa w Tokio, założony w 1940 roku. W latach 1983–2001 przedsiębiorstwo zajmowało się też produkcją konsol gier wideo.

## Historia

### Początki
Przedsiębiorstwo zostało założone w 1940 roku pod nazwą Standard Games (później Service Games) w Honolulu w stanie Hawaje przez Martina Bromely’ego, Irvinga Bromberga i Jamesa Humperta, aby dostarczać wszelkiej rozrywki opłacanej monetami amerykańskim żołnierzom w bazach wojskowych. Bromely sugerował w 1951 roku, by przenieść je do Tokio, co stało się faktem w maju 1952 roku, kiedy zostało tam zarejestrowane przedsiębiorstwo pod nazwą Service Games of Japan.
W 1954 roku inny amerykański biznesmen, David Rosen, założył Rosen Enterprises Inc. w Japonii w celu eksportu sztuki. Gdy zaczęto importować kabiny na monety z natychmiastową fotografią, okazały się one w Japonii bardzo popularne. Biznes kwitł, zaś Rosen Enterprises rosło dzięki importowi elektromechanicznych gier na monety.

### Połączenie
Rosen Enterprises i Service Games połączyły się w 1965 roku pod szyldem Sega Enterprises. W ciągu roku wypuszczono na rynek symulator łodzi podwodnej, grę znaną pod tytułem Periscope, która okazała się ogromnym sukcesem na całym świecie.

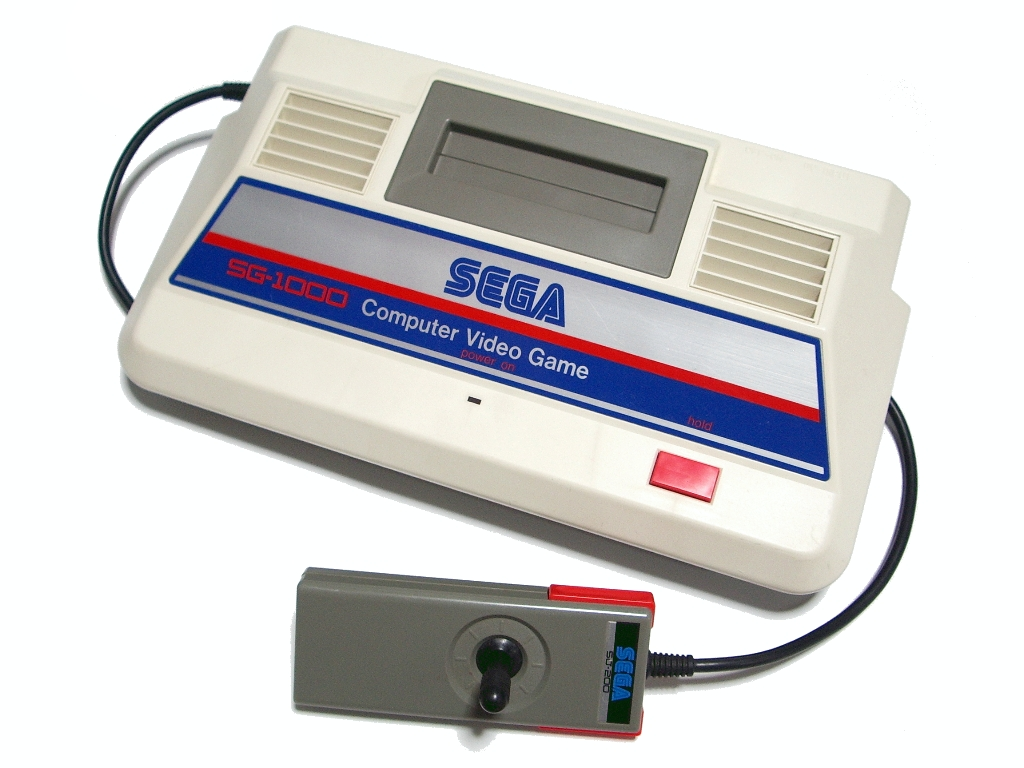
Konsola SG-1000

W 1969 roku Gulf and Western Industries kupiła Segę, Rosenowi zaś pozwolono pozostać prezesem oddziału Sega. Pod przywództwem Rosena, Sega dalej wzrastała i dobrze prosperowała. Z automatów do gier, Sega znana była z tytułów takich jak Frogger i Zaxxon. Przychód Segi w roku 1982 i 1983 osiągnął 214 milionów dolarów, co pozwoliło na wydanie własnej konsoli do gier: SG-1000, która była również pierwszą konsolą używającą kartridży. Zapoczątkowało to serię konsol Segi, które nie zdołały jednak przebić oferty głównego konkurenta na rynku, przedsiębiorstwa Nintendo.

### Wielki krach
W tym samym roku w Segę uderzył krach na rynku gier komputerowych. Wyrzucając wręcz pieniądze, Gulf & Western sprzedał amerykańskie udziały Segi firmie Bally Manufacturing (znanej także ze stołów do pinballa). Japońskie udziały Segi zostały kupione za 38 milionów dolarów przez grupę inwestorów na czele z Rosenem i Hayao Nakayamą, japońskim biznesmenem posiadającym firmę dystrybutorską zakupioną przez Rosena w 1979. Nakayama stał się nowym prezesem Segi, zaś Rosen został szefem swojej filii w Stanach Zjednoczonych.
W 1984 roku, japoński konglomerat CSK kupił Segę i zmienił jej nazwę na Sega Enterprises Ltd., z siedzibą w Japonii i w dwa lata później firma zadebiutowała na tokijskiej giełdzie. Przyjaciel Davida Rosena, Isao Okawa, prezes CSK, stał się prezesem Segi. W 1986 roku, założono Sega of America, aby zdobyć rozwijający się rynek gier wideo w Stanach. Sega wprowadziła również konsolę pod nazwą Sega Master System i pierwszą z serii gier z Alexem Kiddem, który był jej maskotką do 1991 roku, gdy rolę tę przejął Sonic the Hedgehog.
Większość konsoli z pierwszej serii nie była nawet sprzedawana w USA. Firmie udało się jednak osiągnąć europejski sukces dzięki wprowadzeniu konsoli Sega Master System. Pod koniec lat 80. XX wieku na rynku pojawiała się także 16-bitowa konsola Sega Mega Drive (w Ameryce znana jako Sega Genesis). Cechowały ją rewolucyjne rozwiązania, dzięki którym udało się ograniczyć monopol Nintendo na rynku gier wideo. Podobny sukces osiągnął kolejny produkt koncernu – konsola Sega Saturn, w której seryjnie montowano już CD-ROM. Następcą Saturna był 128-bitowy Dreamcast, który okazał się silną konkurencją dla 32-bitowego Sony PlayStation i 64-bitowego Nintendo 64.
Producent starał się też stworzyć produkt, który mógłby konkurować z popularnym Game Boyem firmy Nintendo. Stąd na rynku pojawiły się m.in. Sega Game Gear, Sega Mega Jet i Sega Nomad będąca przenośną wersją konsoli Mega Drive, zdolnej obsługiwać kartridże tejże konsoli.

### Po 2000 roku
1 listopada 2000 roku Sega Enterprises, Ltd. zmieniła nazwę na Sega Corporation. Na początku 2001 roku, w związku ze słabymi wynikami finansowymi oraz rosnącą konkurencją ze strony Sony, Microsoft i Nintendo, Sega zaprzestała produkcji konsoli Dreamcast i zajęła się wydawaniem swoich gier na konsole innych firm. Gry Segi ukazały się na takie platformy jak: Game Boy Advance, PlayStation 2, Xbox, GameCube, PlayStation 3, Xbox 360, Wii, Nintendo DS, Nintendo DSi, Nintendo 3DS, Wii U, PlayStation 4, Nintendo Switch oraz PC.
1 października 2004 roku nastąpiła fuzja Segi i Sammy Corp., znanej głównie z gier Pachinko. 1 kwietnia 2015 doszło do reorganizacji grupy Sega, tworząc Sega Holdings Co., Ltd.

### Sega w Polsce
Do Polski, przedsiębiorstwo rozpoczęło oficjalnie dostarczać swoje konsole od 1992 roku za pośrednictwem domu handlowego Nissho Iwai, zajmującego się dystrybucją produktów Segi w całym byłym bloku wschodnim a ich strategia polegała na sprzedaży wyrobów za pomocą paru innych poddystrybutorów. Początkowo były to przedsiębiorstwa specjalizujące się w sprzętach audio-video jak ITI Neovision, jednak w kolejnych latach rozpoczęto współpracę również ze spółkami z branży growej. Nissho Iwai utracił licencję w 1995 roku, jednak już na początku 1996 roku, na oficjalnego dystrybutora wyznaczono przedsiębiorstwo Bobmark International, będące wcześniej jednym z poddystrybutorów. W październiku 1997 roku obowiązki przejął Lanser, jednak wraz z zaprzestaniem produkcji konsol, sprzedażą od 2003 roku zajmował się CD Projekt. Od 2014 roku, Sega współpracuje z Cenega. 

## Oddziały przedsiębiorstwa
Europejski oddział Segi, Sega Europe, ma swoją siedzibę w dzielnicy Brentford w Londynie. Północnoamerykański oddział korporacji, Sega of America, mieści się w San Francisco, gdzie przeniósł się z Redwood City w 1999 i jest również częściowo własnością holdingu Viacom.